# Nissaga de poder
Nissaga de poder és una telenovel·la emesa per Televisió de Catalunya. La idea original fou de Josep Maria Benet i Jornet i adaptada per Jordi Galceran i Lluís Arcarazo. El repartiment, amb més de 30 actors principals, estava encapçalat per Emma Vilarasau i Jordi Dauder, que a la sèrie feien d'Eulàlia i Mateu Montsolís, dos germans propietaris d'unes caves al Penedès, membres d'una rica família que es movia en la hipocresia de l'aristocràcia.

## Argument
L'argument gira al voltant d'un incest entre l'Eulàlia (Emma Vilarasau) i en Mateu Montsolís (Jordi Dauder), fruit del qual fou el naixement d'un fill, l'Eduard (Eduard Farelo). Però els Montsolís no es poden permetre l'escàndol que sorgiria en cas que això sortís a la llum, de manera que guarden el secret i fan creure a tothom que l'Eduard és fill d'una relació entre en Mateu i Àngels Estivill, amants de joventut (alhora, la matriarca de la família es pensa que l'Eduard és fill de l'Eulàlia i un desconegut i no coneix l'existència de l'incest). Quan al primer capítol de la sèrie Àngels és assassinada alguns fets es precipiten i la lluita dels dos germans per ocultar el secret davant el món i davant la pròpia família pren una dimensió més violenta i aferrissada. Mentrestant veiem, capítol rere capítol, com avança la vida de cadascun dels membres de la família Montsolís.
L'eix de la sèrie, de fet, és la seva temàtica, molt polèmica quan es va emetre, en la que hi trobem en abundància els enganys i les traïcions, els assassinats, les juguesques frívoles, l'enveja, l'avaricia, les relacions incestuoses, la crítica a la hipocresia, l'homosexualitat, els xantatges i el joc brut així com les relacions més tèrboles entre els membres d'una poderosa família enmig d'una atmosfera asfixiant. Tot i ser també l'origen de la polèmica, aquests van ser, en gran part, els motius de l'èxit de la sèrie, que va ser allargada en dues ocasions. Nissaga de Poder va ser una de les sèries més populars a Catalunya.

## Repartiment
- Emma Vilarasau — Eulàlia Montsolís (Totes les temporades): Filla de Mateu Montsolís Sr. i Mercè Aymerich. Germana del Mateu Montsolís Jr. i el Raimon Montsolís. D'adolescent, va mantenir una relació amorosa d'amagat amb el seu germà gran Mateu, amb qui s'escapaven per fornicar a la caseta del jardiner dels Montsolís. D'un d'aquests apassionats i orgàsmics claus, l'Eulàlia queda embarassada. Només ella i el Mateu saben la veritat i fan creure a la seva mare que l'Eulàlia queda embarassada d'un desconegut amb només 16 anys. Per evitar l'escàndol que això suposaria en una família de fortes creences religioses i poderosa a la comarca, envien l'Eulàlia a Londres durant l'embaràs. Un cop el fill neix (l'Eduard), l'Eulàlia es veu obligada a donar el seu fill a l'Àngels Estivill, una antiga amant del Mateu a qui la família ha pagat una quantitat de diners exuberant perquè reconegui l'Eduard com el seu fill. L'Eulàlia veu el seu fill créixer però des de la distància i amb el dolor de no poder ser al seu costat com una mare qualsevol. Tot això es desenvolupa abans de l'inici de la sèrie, quan l'Àngels Estivill està decidida a confessar la veritat a l'Eduard. Abans que això passi, l'Eulàlia dóna unes pastilles somnolents al Mateu que aquest fa servir per assassinar l'Àngels. Però no tots els caps estaven ben lligats. Poc després apareix a la vida dels Montsolís el Dr. Foraster, el metge que anys abans va ser present al part de l'Eulàlia (i que per tant sap que és la mare de l'Eduard) i que estava conxorxada amb l'Àngels Estivill per fer xantatge als Montsolís. Quan les demandes econòmiques del Foraster són massa elevades, un cop més el Mateu i l'Eulàlia es posen d'acord per acabar amb la vida del doctor i poder mantenir el seu secret. Quan la tensió entre el Fèlix (amb qui l'Eulàlia havia cardat de tant en tant) i l'Eduard és creixent fins al punt que el Fèlix amenaça l'Eduard de mort, ella decideix intervenir i assassinar el Fèlix. En el camp amorós, després de ser una dona qui anava de flor en flor, l'Eulàlia comença una relació sentimental amb el reconegut pintor Enric Cabanes. Quan ella confessa tots els seus secrets a l'Enric, aquest decideix acabar amb la relació, perplex de tots els crims que l'Eulàlia ha comès. L'Eulàlia s'intenta suicidar però s'acaba salvant. Més endavant, el Cabanes tornarà a la vida de l'Eulàlia i fins i tot estaran a punt de casar-se, però ell la plantarà a última hora a l'altar per set de venjança per quelcom que l'Eulàlia mai havia fet. El seu germà Mateu descobreix que ella va ser l'autèntica assassina del Fèlix i li proposa que se suicidin plegats a la caseta del jardiner, allà on mai hi van tenir secrets i deixen per escrit tots els crims que han comès junts en un intent de redempció. L'Eulàlia però, vol viure, i no s'empassa les pastilles que li dóna el Mateu, marxant de la caseta just abans que les flames es cruspeixin el cos del seu germà. Poc després, l'Eulàlia inicia una relació amb el Dr. Vidal Garriga, de qui està fortament enamorada, fins que apareix de nou el Mateu, que es va poder escapar de l'incendi per l'ajuda d'un samarità i va estar amagat durant molt temps. El Mateu ha tornat per acabar el que havia demanat a l'Eulàlia: morir junts. Ella demana temps per poder estar segura que pot acabar de protegir el seu fill Eduard de dos perills: la Isabel Pomer, segrestadora i assassina de l'Abril que també vol matar l'Eduard, i la Montserrat Capdevila, flamant propietària de les caves Vilalta - Capdevila i que ha declarat la guerra a les caves Montsolís. Un cop complerts aquests dos objectius, l'Eulàlia, cansada de viure i conscient que tot el que ella i el Mateu han fet junts només ha fet mal a altres persones, decideix posar fi a la seva vida en un vaixell juntament amb el seu germà Mateu.
- Jordi Dauder - Mateu Montsolís (Totes): Germà gran i hereu de la família Montsolís. Té un total de 5 fills, 4 fruit del seu matrimoni fracassat amb la Sílvia Ribalta (el Fèlix, el Gabriel, la Mariona i la Laia) i 1 fruit de l'incest amb la seva germana Eulàlia (l'Eduard), tot i que la creença popular sempre serà que la mare n'era l'Àngels Estivill. El Mateu és un personatge fred i calculador, dirigeix les caves Montsolís amb mà dura i és un personatge maquiavèlic en tots els sentits, ja que per ell el fi justifica tots els mitjans, per poc ètics que siguin. Té la il·lusió que el seu fill Fèlix es converteixi en l'hereu de les caves Montsolís, però ràpidament es distancien fruit de fortes discussions causades pel caràcter impulsiu i irresponsable del seu fill, fins al punt de desheredar-lo. Les mans del Mateu es taquen de sang ràpidament, ja que per tal de tapar la veritat sobre el seu incest amb l'Eulàlia, assassina pel camí a l'Àngels Estivill, una antiga amant seva a qui la família va pagar perquè reconegués l'Eduard com a fill seu i que està disposada a explicar el secret) i el Dr. Foraster, un metge amb qui l'Àngels estava conxorxada per tal de fer xantatge als Montsolís. La vida del Mateu arriba en un punt desesperat quan s'ha divorciat de la seva dona Sílvia a qui mai ha estimat, ha perdut la Pilar, l'única dona a qui ha estimat i que a més ara surt amb el seu germà Raimon, i descobreix que l'assassina del seu fill Fèlix és la seva germana Eulàlia. Davant de tanta pena, proposa a l'Eulàlia suïcidar-se plegats a la caseta del jardiner i confessar els seus crims. Tot i incendiar la caseta, un immigrant que passava per la zona rescata el Mateu abans de morir, però tothom dóna al Mateu per mort després que es trobi un cos a la caseta del jardiner, la carta de confessió del Mateu i que el Mateu suborni al forense de Vilafranca perquè en certifiqui la mort. El Mateu viu amagat durant un any, però torna amb el nom fals de Pròsper Aguilar, amb l'objectiu d'acabar el que havien començat amb l'Eulàlia, que també va sobreviure a l'incendi. Finalment, tots dos germans acaben suïcidant-se en un vaixell al Mediterrani.
- Jordi Bosch i Palacios — Raimon Montsolís (Totes): Germà petit dels Montsolís. El Raimon és molt diferent dels seus germans Mateu i Eulàlia, té un cor noble i és respectat per tots els cavistes de la comarca. Té les seves pròpies caves, al principi modestes i més petites que les de la família Montsolís, dirigides pel seu germà i que intenta fer-li la vida impossible a nivell professional. El Raimon té una filla, l'Abril, fruit de la seva primera relació amb la Judit, una hippie que no agradava a la Mercè Montsolís i que va ser obligada a abandonar l'Abril i el Raimon quan l'Abril tot just era una nena. A l'inici de la sèrie, el Raimon té una relació amb la Lídia, una periodista del món del cava que tampoc agrada a la família, cosa que és poc sorprenent tenint en compte que és una persona avorrida i sense cap mena d'interès. Més endavant, el Raimon iniciarà una relació sentimental amb la Pilar Solano, que havia sigut amant del Mateu i per la qual hi haurà disputes i drama familiar. Després d'alguns alts i baixos, el Raimon i la Pilar acaben casant-se i tenint una filla comuna, la Mercè. A nivell professional, les caves del Raimon acaben sent un referent a la comarca i acaba convertint-se en el president del Consorci Nacional del Vi i el Cava.
- Eduard Farelo — Eduard Montsolís (Totes): Fill il·legítim fruit d'una relació sexual desprotegida i incesta entre el Mateu i l'Eulàlia Montsolís. Per tapar l'escàndol familiar, els Montsolís subornen l'Àngels Estivill per tal que es faci càrrec de l'Eduard, però pocs mesos després del seu naixement aquesta l'abandona i la família dóna l'Eduard en adopció al Tomàs i l'Assumpció, els masovers de la casa dels Montsolís, i a qui l'Eduard sempre considera com els seus pares de debò, tot i creure que els seus pares biològics són el Mateu i l'Àngels. L'Eduard té un càrrec important a les caves Montsolís, on el Mateu ha posat a treballar per tenir-lo ben a prop. Com que és més gran que qualsevol dels fills que el Mateu va tenir amb la Sílvia, el Fèlix (hereu dels Montsolís) comença a competir amb l'Eduard pensant que aquest s'endurà tot el que a ell li pertany com a hereu. La tensió va en augment fins al punt que el Fèlix li manipula l'avioneta perquè s'estavelli (sense conseqüències per l'Eduard). Finalment el Fèlix és assassinat i tot i que les primeres sospites apunten a l'Eduard, n'acaba sent exculpat ràpidament. L'Eduard inicia una relació amb la seva cosina Abril Montsolís, amb qui tindrà un fill, el Roger. Amb la mort del Mateu, aquest acaba reconeixent l'Eduard com a fill seu i davant del poc interès que la resta de fills del Mateu tenen amb les caves, sumat a l'experiència en el món que hi té l'Eduard, aquest acaba sent el director de les caves Montsolís, ajudat per la seva dona Abril. La vida de l'Eduard són tot flors i violes, però tot es torça amb el segrest i assassinat de l'Abril. A l'Eduard li costa molt aixecar el cap i es veu immers en una profunda depressió, agreujada quan l'Isabel Pomer, segrestadora de l'Abril, infiltrada a la família Montsolís com a mainadera del fill de l'Eduard, el Roger, droga l'Eduard amb unes pastilles estimulants i li fa fer coses per tornar-lo encara més boig, com fer-li creure que ha desenterrat l'Abril o que té somnis eròtics amb ella cada nit quan en realitat és la pròpia Isabel qui el cavalca amb ímpetu i fermesa cada nit per desconeixement de l'Eduard. Un cop l'Eduard s'adona de la farsa, l'Isabel és acomiadada i poc després s'adonen qui era realment. Ella començarà una croada per intentar assassinar-lo: en el primer intent, a les caves Montsolís, no se'n surt però assassina l'Assumpció pel camí. I en el segon i definitiu intent, quan l'Eduard està a punt de suïcidar-se amb una escopeta, aquest aconsegueix assassinar-la abans que la Isabel acabi amb la vida de l'Eduard. En el terreny sentimental, l'Eduard es veu incapaç d'estimar un cop l'Abril ha mort, però acaba enamorant-se de la seva tieta (i per desconeixement seu, també mare biològica) Eulàlia. Ella no li correspon aquest amor i això deixa l'Eduard enfonsat psicològicament, més quan l'Eulàlia acaba desapareixent per sempre.
- Montserrat Salvador — Sra Mercè Aymerich (1, 2): Matriarca de la família Montsolís, viuda del Sr. Montsolís i mare de l'Eulàlia, el Mateu i el Raimon Montsolís. Senyora de creences fortes i arrelada a les costums i convencions socials, sempre intenta influir en la vida dels seus fills i néts per tal de mantenir el prestigi de la família Montsolís tan amunt com sigui possible, cosa que la farà enfrontar-se a la majoria dels seus fills i néts. Això farà que acabi aïllant-se en el seu món, quedant-se sola i acabi morint assassinada per l'Amadeu, poc després de patir un infart que li hauria provocat la mort igualment en uns pocs dies.
- David Bagés — Amadeu Cabanilles (1, 2): Principal antagonista de la sèrie i arxienemic de la família Montsolís. L'Amadeu és introduït a la família com un amic que el Fèlix ha fet a la universitat a Davis (Califòrnia). Tan bon punt posar els peus a la casa gran dels Montsolís intenta introduir-se i guanyar posicions a la família i les Caves Montsolís. Primer, a través del Fèlix que aconsegueix que el seu pare li doni un lloc a les caves, tot i que les seves decisions demostren la seva inexperiència. L'Amadeu està involucrat en la majoria d'esdeveniments foscos que tindran lloc a Santa Eulàlia. En primer lloc, provocarà un incendi a les Caves Montsolís (que provocarà la mort d'un treballador, el Carreter), per tal de simular-ho com un acte de boicot dels treballadors per anar en contra del Mateu Montsolís. També serà l'encarregat d'importar il·legalment des dels Estats Units una pistola que dona al seu amic Fèlix i que irònicament, serà la que matarà el seu amic Fèlix. Després de la mort d'aquest, l'Amadeu comença a guanyar-se la confiança del Mateu Montsolís, qui el té clissat com un "grimpaire" que només va darrere dels diners i el poder, però a qui ja el convé tenir a prop com un gos fidel. Tot canvia en el moment en què l'Amadeu descobreix la implicació de l'Eulàlia i el Mateu en l'assassinat del Dr. Foraster: aconsegueix una gravació en què el Duran, qui feia xantatge als Montsolís, explica el crim, i és ell qui passa a fer xantatge als Montsolís, després d'assassinar el Duran d'un tret. L'Amadeu exigeix el 25% de les accions a canvi del seu silenci. Quan el Mateu mor, l'Amadeu comença un treball de manipulació de la Sra. Mercè (propietària del 24% de les accions) i la Sílvia (propietària del 2% que ha comprat a la seva filla Mariona), per tal de fer-se amb el seu suport i finalment les seves accions. Per aconseguir les de la Sra. Mercè, fins i tot l'assassinarà en el seu llit de mort abans que pugui canviar el testament que les hagués repartit entre els seus néts. Amb el 51% de les accions al seu poder, l'Amadeu és l'amo i senyor de les Caves Montsolís però la policia el comença a cercar ja que les investigacions l'apunten com a principal sospitós de la mort del Duran. Com que el cercle és cada cop més estret, l'Amadeu està decidit a vendre les seves accions a una multinacional nord-americana per tal de fugir a un altre país i començar una nova vida amb la fortuna que està a punt de rebre. Però serà aturat per l'únic punt feble que l'Amadeu haurà tingut durant tot aquest temps: la Laia Montsolís. Només arribar a Santa Eulàlia, l'Amadeu es va obsessionar amb la petita dels Montsolís, a qui veia com una presa fàcil per tal de poder accedir a la família casant-se amb ella. Un cop aquesta queda embarassada d'un desconegut a qui coneix una nit de xauxa, la família Montsolís busca una persona amb qui casar-la per tal d'evitar un escàndol, i l'Amadeu s'ofereix ràpidament per fer de marit i pare de la criatura. La Laia accepta a contracor, tot i no estimar l'Amadeu i fer-li un fàstic profund. Aquest, un cop casats, vol tenir relacions sexuals amb ella, qui s'hi nega i l'Amadeu l'acaba violant. Aquest serà el punt de partida de la venjança de la Laia, que estarà decidida a venjar-se d'ell fins a les últimes conseqüències. Després de perdre accidentalment el fill del primer embaràs, la Laia fa creure a l'Amadeu que vol tenir un fill amb ell, mentre pren anticonceptius a esquenes seves. Com que no es queda embarassada, suggereix a l'Amadeu que es faci unes proves de fertilitat, però aquestes conclouen que l'Amadeu és estèril ja que la Laia ha canviat les mostres de semen per les de l'Enric Cabanes, qui fa anys que es va fer una vasectomia. La Laia aconsegueix el seu objectiu d'enfonsar moralment l'Amadeu pel fet que és estèril i deixa de prendre anticonceptius per intentar quedar embarassada de l'Amadeu. Quan això acaba passant, enfonsa encara més l'Amadeu, ja que aquest ara pensa que la Laia està embarassada d'un altre home. Quan l'Amadeu ja està decidit a marxar de Santa Eulàlia amb els diners que aconseguirà per la venta de les accions, la Laia li para una última trampa: després d'haver d'admetre que el pare del seu fill és l'Amadeu (ja que aquest descobreix que en realitat no és estèril), el convenç d'escapar-se tots dos junts amb el seu fill. Just abans de fer-ho, en un viatge en cotxe de l'Amadeu i la Laia, aquesta estimba el cotxe contra un barranc provocant un accident mortal a l'Amadeu, que acaba sent aturat dels seus intents d'endur-se tota la fortuna dels Montsolís.
- David Selvas — Fèlix Montsolís (1): Fill gran del Mateu Montsolís i la Sílvia Ribalta i hereu de les Caves Montsolís. Ha passat els darrers anys estudiant a Davis (Califòrnia) per tal de tornar preparat per treballar a les caves i en un futur, succeïr el seu pare en la direcció. El Fèlix torna d'Estats Units amb plans molt ambiciosos i intenta des del primer moment fer i desfer a la seva manera. Això el farà enemistar-se ràpidament amb tothom del seu entorn, des dels que un dia van ser amics (Abril, Eduard, Marçal), fins als treballadors de les caves. Amb les seves arts manipuladores, aconsegueix enfrontar l'Eduard i el Roger, aconseguint que tots dos, a qui veu com enemics (especialment l'Eduard) acabin acomiadats pel seu pare. Però el seu punt de màxima vilesa és l'episodi que viu amb en Conrad Agulló, vell amic de la família Montsolís i propietari de les Caves Agulló, de les que en Fèlix pren el control contra la voluntat del Conrad i en manipula els comptes per justificar una reducció de plantilla del 25%. Això acaba provocant el suïcidi del Conrad Agulló i posa en peu de guerra els treballadors de les caves (tant les Agulló com les Montsolís) en contra del Fèlix. A banda d'això, l'enemistat amb l'Eduard continua creixent fins al punt que malmet una peça de la seva avioneta a consciència amb l'objectiu de causar un accident, en el que l'Eduard en surt il·lès, però la seva germana Laia acaba perdent l'embaràs que feia poques setmanes havia gestat. Degut a la seva horrible gestió a les caves i els seus actes reprovables, el Mateu acaba desheretant el seu fill. Davant la por que el nou hereu passi a ser l'Eduard (germanastre del Fèlix, en ser el fill il·legítim del Mateu), el Fèlix està decidit en assassinar l'Eduard, a qui cita de nit a les caves Montsolís. El Fèlix no s'hi presenta mai ja que acaba sent misteriosament assassinat al seu pis de Barcelona.
- Mònica López — Abril Montsolís (1, 2): Filla del Raimon Montsolís fruit de la seva relació de joventut amb la Judit. Com el seu pare, l'Abril és una noia dolça i amb bon cor. De bon inici, té una relació amb un company de feina, l'Oriol, qui està casat i de qui es queda embarassada. Ella decideix abortar veient que l'Oriol no està disposat a trencar el seu matrimoni per estar amb ella. Després d'aquesta relació troba refugi en el seu cosí Eduard, amb qui acaba tenint un fill, el Roger. Quan la seva vida està en el seu punt àlgid tant a nivell familiar com a nivell professional (ocupa un càrrec important a les Caves Montsolís), l'Abril és segrestada per dos brètols que volen diners de la família Montsolís. Després de diverses setmanes de captiveri, en què l'Abril manté una relació de confiança amb el seu segrestador, aquesta és assassinada per l'altra segrestadora (companya sentimental del segrestador) per gelosia, just en el moment en què anava a ser alliberada.
- Olalla Moreno — Laia Montsolís (1, 2): Filla petita dels Montsolís, germana del Fèlix, el Gabriel i la Mariona Montsolís i germanastra de l'Eduard Estivill. La Laia s'enamora obsessivament de l'Eduard, qui la rebutja. A mode de venjança, explicarà a tothom la mentida que l'ha violat i que ha quedat embarassada d'ell. En realitat, queda embarassada d'un desconegut i poc després perdrà l'embaràs per culpa d'un accident amb avioneta provocat pel seu germà Fèlix en l'intent de matar l'Eduard. La Laia serà obligada a casar-se amb l'Amadeu per tal de tapar l'escàndol que hagi quedat embarassada d'un desconegut, tot i que ella secretament segueix estimant l'Eduard, a pesar de descobrir que són germans per part de pare. Un cop casada amb l'Amadeu, aquest la viola i comença un pla per venjar-se d'ell, fent-li creure que és estèril i quedant embarassada d'ell, amb la qual cosa l'Amadeu pensarà que ha quedat embarassada d'un altre desconegut. La Laia té un comportament infantil i ingenu que la fa voler competir amb la seva tieta Eulàlia per ser millor que ella, i per aquesta raó té una relació sentimental amb la parella d'aquesta, l'Enric Cabanes, qui en realitat està jugant amb ella per venjar-se de l'Eulàlia. Un cop descobreix la jugada de l'Enric, la Laia es troba decebuda amb la seva actitud a la vida: havent jugat amb els sentiments de la seva tieta i mare d'un fill que no volia i que va concebre només per fer mal a l'Amadeu. Quan s'adona que aquest està a punt de vendre les caves Montsolís a una multinacional nord-americana i ensorrar el negoci familiar, decideix parar-li una última trampa i estimba el cotxe en què tots dos viatgen per un barranc, provocant-li la mort instantània a l'Amadeu i la seva pròpia al cap de dos dies molt mal ferida a l'hospital. Deixa el seu fill Mateu en adopció a la seva germana Mariona i la seva parella, la Inés.
- Muntsa Alcañiz — Sílvia Ribalta (1, 2)
- Nina — Pilar Solano (Totes)
- Marta Padovan — Assumpció Romaguera (Totes)
- Jordi Banacolocha — Tomàs Gómez (Totes)
- Enric Majó — Maurici Castro (Totes)
- Mercè Sampietro — Montserrat Capdevila (2, 3)
- Víctor Pi — Mossèn David Sollerich (Totes)
- Mercè Comes — Agustina Molins (Totes)
- Lluís Marco — Dr. Joan Vidal-Garriga (2, 3)
- Àlex Casanovas — Enric Cabanes (1, 2)
- Norbert Ibero - Pep Agut
- Biel Durán — Toni Castro (Totes)
- Mercè Lleixà — Lluïsa Solano (Totes)
- Rosa Novell — Sofía Palau (2, 3)
- Núria Prims — Mariona Montsolís (1, 2)
- Eva Santolaria — Elisenda Castro (Totes)
- Montse Mostaza — Laura Vilalta (3)
- Alfred Lucchetti — Sebastià Vilalta (3)
- Mingo Ràfols — Roger Cànoves (Totes)
- Cristina Dilla — Neus Grácia (Totes)
- Boris Ruiz — Màrius Bertran (3)
- Rosa Renom — Helena Savall (3)
- Jaume Comas - Llorenç Puig-Falcó (1): Home de negocis i un dels accionistes principals de la inversora que financia alguns dels projectes més importants de les Caves Montsolís. Forma part d'una família idíl·lica, casat amb la Pilar Solano i pare de la Mireia, fins que el Mateu i l'Eulàlia decideixen introduir-se en la seva vida com a part d'una juguesca. El Mateu tindrà unes setmanes per tal de ficar-se al llit amb la seva dona Pilar. Com a guanyador de l'aposta, el Mateu té dret a demanar a l'Eulàlia qualsevol cosa i això serà que se'n vagi al llit amb el Llorenç. L'Eulàlia el defineix com un amant pèssim. Les mútues infidelitats i la creixent relació d'afecte entre el Mateu i la Pilar trenquen la relació fins que al Llorenç li diagnostiquen una malaltia terminal de tipus hepàtic. Dèbil per la seva ruptura sentimental amb la Pilar, el Llorenç rebutja un trasplantament de fetge que era l'única esperança per mantenir-se en vida i cau enlluernat pels metòdes poc científics d'un metge que prodiga la medicina alternativa, el Dr. Camí. Aquest doctor resulta ser un estafador que s'aprofita de la vulnerabilitat de pacients com el Llorenç per recaptar donacions per a la seva fundació proporcionant tractaments falsos i ineficaços. Com a conseqüència d'això, el Llorenç acaba morint a casa seva a causa d'una hemorràgia interna causada per la seva malaltia.
- Mònica Lucchetti — Maria / Clara Bellmunt / Isabel Pomer (2, 3)
- Lluís Posada - Josep / Raimón Tarrades (2)
- Alicia González Laá — Inés (1, 2)
- Martí Milla — Xavier (2, 3)
- Pep Tosar — Jordi (2)
- Artur Trias — Artur Rius (Totes)
- Ignasi Abadal — Domènec Tubau (3)
- Carles Arquimbau — Josep María Clariana "Xato" (Totes)
- Roser Batalla — Sergent Maite Aguirre (Totes)
- Anna Briansó — Judith Fontseré (1, 2)
- Sergio Caballero — Damià Muntada (3)
- Ester Formosa — Pietat Martinell (3)
- Carme Fortuny — Antònia Martinell (3)
- Josep Linuesa — Marçal Castro (Totes)
- Mercè Montalà — Lídia Turó (1, 2)
- Pep Anton Muñoz — Gerard Vilalta (2, 3)
- Mònica Randall — Aurora Jané (2)
- Ernest Serrahima — Miquel Capdevila (Totes)
- Miquel Sitjar — Gabriel Montsolís (1, 2)
- Pep Torrents — Dr. Isidre Mercader / Foraster (1, 2): Metge especialitzat en ginecologia que arriba a Santa Eulàlia de forma misteriosa. De mica en mica, va guanyant-se la confiança de tot el poble, especialment de la Sra. Mercè i l'Agustina, amb aquesta última fins i tot tindrà una curta relació sentimental. En realitat, el Dr. Foraster (de nom real Mercader) havia arribat al poble amb l'objectiu de continuar el xantatge que l'Àngels Estivill havia fet a la família Montsolís amb l'objectiu de guardar el secret que l'Eduard no era fill seu sinó fruit d'un incest entre el Mateu i l'Eulàlia. El Dr. Foraster aconsegueix robar la carta que l'Àngels va escriure abans de morir i que és la prova amb la que pot collar la família Montsolís. Aconsegueix un primer pagament del Mateu de 50 milions, però aviat començaran les seves desgràcies. El Duran, l'últim amant de l'Àngels, ha sortit de la presó i ha seguit la pista del Dr. Foraster. A punta de pistola, roba els 50 milions al doctor i exigeix seguir fent xantatge als Montsolís, cosa a la que el Dr. es nega. Per major desgràcia del Dr. Foraster, l'Agustina aconsegueix robar la carta de casa del Doctor, i en llegir-la la torna a la Sra. Mercè, qui confronta el Doctor sobre el xantatge. Quan sembla que el Dr. i la Sra. Mercè arribaran a un acord econòmic per posar fi al xantatge definitivament, el Mateu i l'Eulàlia dedueixen que l'home que els havia estat fent xantatge era el Dr. Foraster (més quan l'Eulàlia lliga caps i el recorda com el metge que la va assistir anys enrere durant el part de l'Eduard). Els dos germans Montsolís decideixen posar fi al xantatge de la manera més dràstica: acabant amb la vida del Dr. Foraster fent-ho passar com un accident de cotxe.
- Pere Ventura — Oriol Llongueras (1, 2)
- Arnau Vilardebó — Quim Balaguer (2)
- Eulàlia Ramón — Angels Estivill (1)
- Assumpció Castellet — Carmeta (Totes)
- Joan Dalmau — Conrad Agulló (1)
- Marta Martorell — Caterina Roca (1, 2)

## Audiències
Durant la seua emissió, va tenir una mitjana de 661.000 teleespectadors. El seu últim capítol emès el 3 de maig de 1998 va ser seguit per 1.491.000 teleespectadors. L'evolució de la mitjana d'espectadors per temporada va ser la següent:
| Temporada | Capítols  | Període d'emissió       | Espectadors | Quota (%) |
| --------- | --------- | ----------------------- | ----------- | --------- |
| Primera   | 1 a 121   | 28/01/1996 a 15/07/1996 | 541.000     | 29,8      |
| Segona    | 122 a 317 | 16/09/1996 a 06/07/1997 | 671.000     | 36,9      |
| Tercera   | 318 a 476 | 08/09/1997 a 03/05/1998 | 737.000     | 41,9      |

## Nissaga: l'herència
Degut a l'èxit de la telenovel·la va sorgir un any més tard la seqüela "Nissaga: l'herència" en què l'acció se situava uns anys més tard de "Nissaga de Poder" de manera que els personatges eren més grans. La sèrie però, no va tenir la mateixa acceptació que la seva precedent.